# Agrilus prosopidis
Agrilus prosopidis es una especie de escarabajo joya del género Agrilus, familia Buprestidae, orden Coleoptera.
Fue descrita por primera vez por Fisher en 1928.
Se distribuye por América del Norte, en Estados Unidos, en el estado de Texas. También en México.